# Puna kuća
Puna kuća (eng. Full House) je američka humoristična serija koju je kreirao Jeff Franklin za američku televizisku stanicu ABC. Emisija prikazuje događaje oca udovca Danny Tannera kojemu se pridruže njegov šogor Jesse Katsopolis i najbolji prijatelj Joey Gladstone da mu pomognu u odgoju triju kćeri, najstarije D.J., srednjeg djeteta Stephanie i najmlađe Michelle u njegovom domu u San Franciscu. Serija se u Americi prikazivala od 22. rujna 1987. do 23. svibnja 1995., emitirajući osam sezona i 192 epizode. U Americi posrednje primljena, serija je s godinama postala klasik, te drži i dalje veliku popularnost u inozemstvu.   

## Radnja
Daniel "Danny" Tanner je novinar koji vodi sportske vijesti u San Franciscu (kasnije voditelj emisije Dobro jutro, San Francisco). Kada ostane udovac dolaze mu njegov najbolji prijatelj Joseph "Joey" Gladstone i njegov šurjak Jesse Kastopolis kako bi mu pomogli odgajati njegove tri kćeri: bistru i snalažljivu desetogodišnju Donnu "D.J." Jo, petogodišnju brbljavicu Stephanie i devetomjesečnu Michelle. Dečki se nađu u kojekakvim situacijaama i zavrzlamama te od tada počinju njihovi doživljaji i razne dogodovštine. Jesse se u 2. sezoni zaljubljuje u Becky, Dannyjevu suvoditeljicu, i oni se vjenčaju kasnije u seriji te dobiju dva blizanca, Nickyja i Alexa. Iako se cijela obitelj često susreće s mnogim manjim i većim svakodnevnim brigama i problemima, njihova ljubav i briga jedni o drugima je ključ konačnom uspijehu.

## 2015.
John Stamos (Ujak Jesse) je potvrdio da će serija će doživjeti svoje finale 2015.-e kada će se cijela glumačka ekipa ponovno naći i snimiti još 13 (navodno 13) epizoda u suradnji s Netflix-om.

## Uloge
| Glumac                                    | Lik                                                       | Pojavljivanja |
| ----------------------------------------- | --------------------------------------------------------- | ------------- |
| John Stamos                               | Jesse Katsopolis                                          | 1. – 8.       |
| Bob Saget                                 | Danny Tanner                                              | 1. – 8.       |
| Dave Coulier                              | Joey Gladstone                                            | 1. – 8.       |
| Candace Cameron                           | Donna Jo "D.J" Tanner                                     | 1. – 8.       |
| Jodie Sweetin                             | Stephanie "Steph" Tanner                                  | 1. – 8.       |
| Mary-Kate Olsen i Ashley Olsen            | Michelle Tanner                                           | 1. – 8.       |
| Lori Loughlin                             | Rebecca "Becky" Donaldson Katsopolis                      | 3. – 8.       |
| Andrea Barber                             | Kimmy Gibbler                                             | 5. – 8.       |
| Scott Weinger                             | Steve Hale                                                | 6. – 7.       |
| Blake Tuomy-Wilhoit i Dylan Tuomy-Wilhoit | Nicholas "Nicky" Katsopolis i Alexander "Alex" Katsopolis | 6             |